# Cudotwórcy
Cudotwórcy – amerykański komediowy serial telewizyjny w formie antologii, wyprodukowany przez Broadway Video, Allagash Industries,  FX Productions oraz Studio T.
Pierwsza seria jest luźną adaptacją książki "What in God's Name" autorstwa Simona Richi. W serii drugiej inspirowana opowiadaniem "Revolution" tego samego autora, nadano jej podtytuł Dark Ages i tematyką powołuję się na średniowiecze. Trzecia seria, z podtytułęm Oregon Trail, jest inspirowana wędrówkami Szlakiem Oregońskim w XIX w. Seria czwarta i ostatnia nazwana End Times, to pastisz filmów i seriali o tematyce fantastyki postapokaliptycznej takich jak Mad Max i Terminator. 
Serial był emitowany od 12 lutego 2019 roku przez TBS, natomiast w Polsce od 26 kwietnia 2019 roku przez HBO 3. TBS nie przedłużając dalej serialu, ogłosił 21 listopada 2023 że 4 sezon był jego ostatnim.

## Obsada
Część głównej obsady jest stała i występuje przez wszystkie serię, natomiast niektóre z postaci występują tylko w poniektórych seriach.
| Aktor                 | Rola          | Rola                  | Rola                 | Rola                      |
| Aktor                 | 1             | 2                     | 3                    | 4                         |
| --------------------- | ------------- | --------------------- | -------------------- | ------------------------- |
| Daniel Radcliffe      | Craig Bog     | Książę Chauncley      | Pastor Ezekiel Brown | Sid                       |
| Geraldine Viswanathan | Eliza Hunter  | Alexandra Gównoszufla | Prudence Aberdeen    | Freya Exaltada            |
| Steve Buscemi         | Bóg           | Edward Gównoszufla    | Benny Wyrostek       | Morris Rubinstein         |
| Karan Soni            | Sanjay Prince | Lord Chris Vexler     | Łowca nagród         | TI-90 / "Tai"             |
| Jon Bass              | Sam           | Michael Gównoszufla   | Todd Aberdeen        | Scraps / Roland Proudfoot |
| Sasha Compère         | Laura         | -                     | -                    | -                         |
| Lolly Adefope         | Rosie         | Maggie                | -                    | NeuralNet                 |
| Quinta Brunson        | -             | -                     | Trig                 | administrator             |

## Odcinki
| Sezon | Odcinki | Oryginalna emisja w TBS | Oryginalna emisja w TBS | Oryginalna emisja w HBO 3 | Oryginalna emisja w HBO 3 |
| Sezon | Odcinki | Premiera sezonu         | Finał sezonu            | Premiera sezonu           | Finał sezonu              |
| ----- | ------- | ----------------------- | ----------------------- | ------------------------- | ------------------------- |
| 1     | 7       | 12 lutego 2019          | 26 marca 2019           | 26 kwietnia 2019          | 7 czerwca 2019            |
| 2     | 10      | 28 stycznia 2020.       |                         |                           |                           |
| 3     | 10      | 2021                    |                         |                           |                           |
| 4     | 10      | 2023                    |                         |                           |                           |

### Sezon 1 (2019)
| Nr | # | Tytuł   | Reżyseria       | Scenariusz                      | Premiera w TBS | Premiera w HB0 3 |
| -- | - | ------- | --------------- | ------------------------------- | -------------- | ---------------- |
| 1  | 1 | 2 Weeks | Jorma Taccone   | Simon Rich                      | 12 lutego 2019 | 26 kwietnia 2019 |
| 2  | 2 | 13 Days | Jorma Taccone   | Cirocco Dunlap                  | 19 lutego 2019 | 3 maja 2019      |
| 3  | 3 | 12 Days | Ryan Case       | Jeff Loveness                   | 26 lutego 2019 | 10 maja 2019     |
| 4  | 4 | 6 Days  | Ryan Case       | Heather Anne Campbell           | 5 marca 2019   | 17 maja 2019     |
| 5  | 5 | 3 Days  | Maurice Marable | Mitra Jouhari & Gary Richardson | 12 marca 2019  | 24 maja 2019     |
| 6  | 6 | 1 Day   | Dan Schimpf     | Lucas Gardner                   | 19 marca 2019  | 31 maja 2019     |
| 7  | 7 | 1 Hour  | Maurice Marable | Dan Mirk                        | 26 marca 2019  | 7 czerwca 2019   |

## Produkcja
17 maja 2017 roku, stacja TBS ogłosiła zamówienie pierwszego sezonu  komedii, w którym główną rolę zagra Daniel Radcliffe.
W październiku 2017 roku, poinformowano, że rolę Boga otrzymał Steve Buscemi.
W kolejnym miesiącu, ogłoszono, że Geraldine Viswanatha, Jon Bass oraz Karan Sonidołączyli dołączy do obsady.
15 maja 2019 roku, stacja TBS przedłużyła serial o drugi sezon.